# La Colina (Trolebús de Quito)
La Colina es la decimoséptima parada del Corredor Trolebús, en el sur de la ciudad de Quito, y que sirve únicamente a los recorridos que se realizan en sentido sur-norte, pudiendo considerarse un conjunto con la cercana parada Jefferson Pérez. Se ubica sobre la avenida Maldonado, intersección El Sena, en la parroquia Chimbacalle.
Toma su nombre en honor al barrio homónimo en el que se encuentra la estructura. La parada sirve al sector circundante, con algunas de sus edificaciones consideradas patrimonio de la ciudad, y a cuyos alrededores se levantan modestas casas de inicios del siglo XX, restaurantes y locales comerciales. Su icono representativo es la colina, con varias casas en su cima, a diferencia de Chimbacalle, esta parada, siguió siendo en sentido Sur- Norte.